# Усыновление (фильм, 2018)
«Усыновление» (фр. Pupille) — французско-бельгийский драматический фильм 2018 года, поставленный режиссёром Жанной Эрри, по собственному сценарию. Лента получила 7 номинаций на французскую национальную кинопремию «Сезар» и 4 номинации на премию «Люмьер».

## Сюжет
Тео в первый день рождения был отдан на усыновление. У его биологической матери есть 2 месяца на пересмотрение решения. Службы социальной защиты детей и усыновления приходят в движение. На этом этапе неопределенности одни должны заботиться о ребёнке, носить (в полном смысле этого слова) его на руках, другие — найти ту, кто станет его приёмной матерью.
Её зовут Алиса, и она уже десять лет борется за то, чтобы иметь ребёнка. Это история встречи между 41-летней Алисой и трехмесячным Тео.

## В ролях
- Сандрин Киберлен — Карин
- Жиль Лелуш — Жан
- Элоди Буше — Алиса Ланглуа
- Оливия Коте[фр.] — Лиди
- Клотильда Молле[фр.] — Матильда
- Жан-Франсуа Стевенен — отец Алисы
- Брюно Подалидес[фр.] — Жак
- Миу-Миу — Ирэн
- Лейла Мюз — Клара
- Стефи Сельма[фр.] — Элоди
- Анна Суарес — Лор
- Грегори Гадебуа — шеф отдела PFS

## Награды и номинации
Приз Луи Деллюка-2018
- Лучший фильм — Жанна Эрри (номинация)

Норвежский кинофестиваль-2019
- Andreasprisen — Жанна Эрри (награда)

Премия «Сезар»-2019
- Лучший фильм — реж. Жанна Эрри, продюсеры: Ален Атталь[фр.], Юго Селиньяк, Венсан Мазель (номинация)
- Лучшая режиссура — Жанна Эрри (номинация)
- Лучший актёр — Жиль Лелуш (номинация)
- Лучшая актриса — Элоди Буше (номинация)
- Лучшая актриса — Сандрин Киберлен (номинация)
- Лучший оригинальный сценарий — Жанна Эрри (номинация)
- Лучшая музыка к фильму — Паскаль Сангла (номинация)

Премия «Люмьер»-2019
- Лучший фильм — реж. Жанна Эрри (номинация)
- Лучшая режиссура — Жанна Эрри (номинация)
- Лучшая актриса — Элоди Буше (награда)
- Лучший сценарий — Жанна Эрри (номинация)